# Lederstrumpf
Lederstrumpf er en tysk stumfilm fra 1920 af Arthur Wellin.

## Medvirkende
- Emil Mamelok som Deerslayer
- Herta Heden som Judith Hutter
- Bela Lugosi som Chingachgook
- Gottfried Kraus som Tom Hutter
- Edward Eyseneck som Worley
- Margot Sokolowska som Wah-ta-Wah
- Frau Rehberger som Judith Hutter
- Willy Schroeder som Hartherz
- Herr Söhnlein
- Heddy Sven som Cora Munro
- Frau Wenkhaus som Alice Munro